# رقص چرخشی سغدی

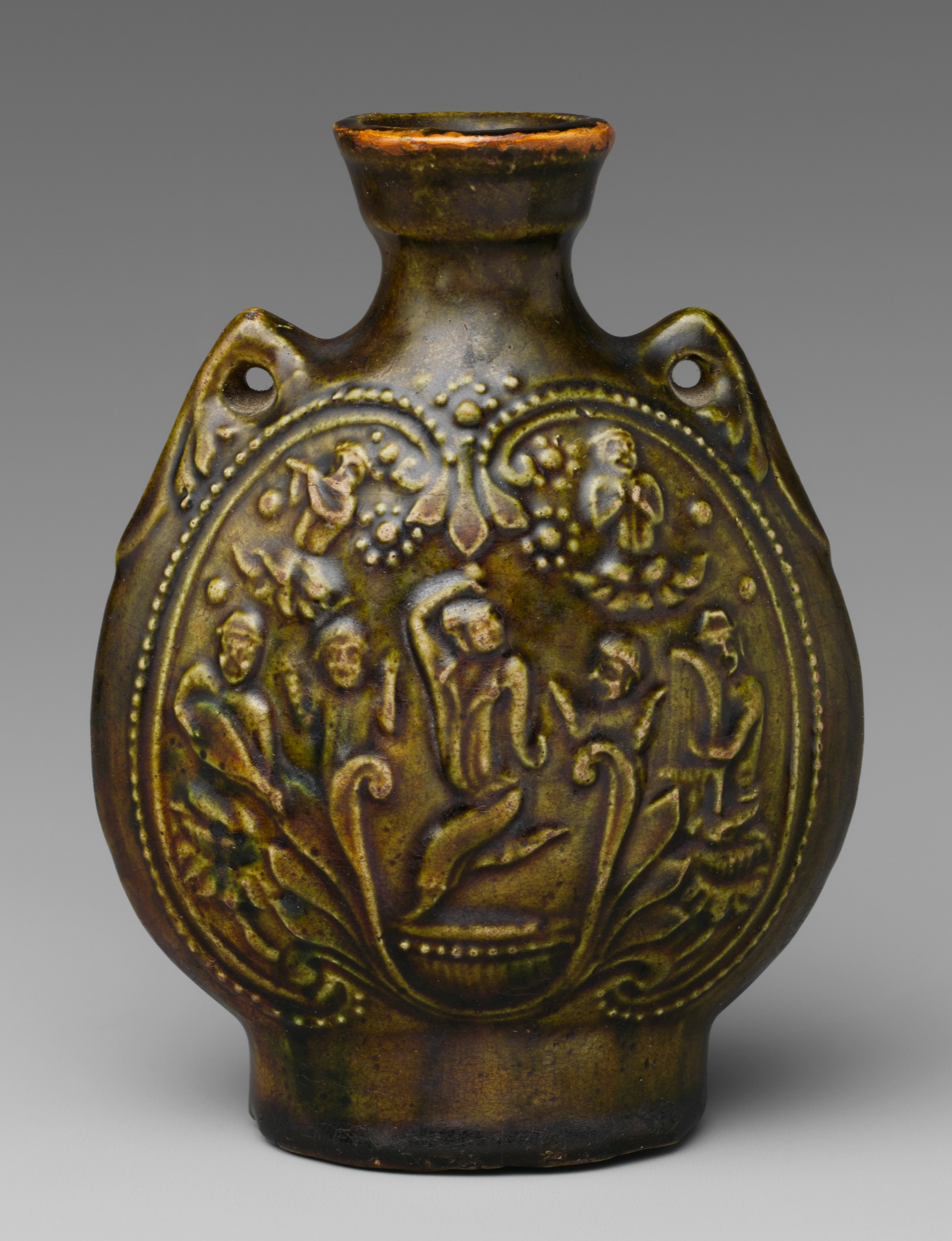

رقص چرخشی سغدی (انگلیسی: Sogdian Whirl dance)، (هو ژوان 胡旋, Húxuăn، «بربر چرخان»، همچنین به عنوان هو ژوانوو 胡旋舞, Húxuănwǔ شناخته می‌شود
رقص بربرهای چرخان
رقص سغدی بود که در نیمه اول هزاره اول پس از میلاد به چین وارد شد. این رقص توسط چینی‌ها تقلید شد و در چین رایج شد و در آنجا در دربار اجرا شد.